# Jakob Honold
Jakob Honold (* 7. August 1599 in Langenau bei Ulm; † 17. Mai 1664 in Ulm) war ein deutscher Prediger und Professor in Ulm.

## Leben
Jakob Honold studierte von 1619 bis 1625 in Straßburg. Nach seiner Rückkehr war er Prediger am Ulmer Münster und Professor für Theologie. Später war er Professor der Logik am Gymnasium in Ulm.